# 江原政光
江原政光（日语：／ Ehara Masamitsu，1969年5月15日—），日本男子自行车运动员。他曾代表日本参加1990年亚洲运动会自行车比赛，获得一枚金牌和一枚银牌。他也曾参加1992年夏季奥林匹克运动会。